# Pavillon de Monaco (1900)
Le pavillon de Monaco est un bâtiment éphémère de la fin du XIXe siècle construit dans le cadre de l'Exposition universelle de 1900 qui s'est tenue à Paris, en France.

## Situation et accès
L'édifice était situé dans la rue des Nations — une voie formée par les pavillons des nations étrangères — sur la rive gauche de la Seine, entre les ponts des Invalides et de l'Alma, tous deux alors doublés de passerelles. Plus largement, il se trouvait dans le 7e arrondissement de Paris, dans l'ancien département de la Seine.

## Histoire

### Projet et construction
Après l'Allemagne, l'Italie, la Belgique la Finlande et la Hongrie, Monaco soumet à son tour son avant-projet de pavillion national à Alfred Picard, commissaire général de l'Exposition, début mars 1899. Début juillet 1899, les murs de soubassement du côté du quai d'Orsay sont terminés et le battage des pieux est entamé.

### Inauguration
La cérémonie d'inauguration du pavillon a lieu le 12 mai 1900, « en même temps » que ceux de la Norvège et des États-Unis. Présidant la cérémonie, Depelley reçoit les invités dont font partie notamment le comte Balny d'Avricourt, ministre plénipotentiaire de Monaco à Paris, et Camille Blanc, président du comité d'organisation. Après la visite du palais, les invités se rendent au buffet, où ils boivent « au succès de l'exposition monégasque » et félicitent les membres du comité d'organisation, en particulier Camille Blanc. Il est alors prévu une seconde cérémonie d'inauguration, en présence du prince Albert Ier, qui est encore en voyage maritime ; ce dernier a l'intention d'inviter Émile Loubet, président de la République française.

### Démantelement
En février 1901, les pavillons nationaux de la rue des Nations sont « tous entre les mains des démolisseurs », comme le rapporte Le Petit Journal. La tour du pavillon de Monaco, déjà bien dégradée, a déjà reçu, à cette période, « quelques coups de pioche qui laissent la charpente à nu ».

## Structure et exposition

### Extérieur
« Sa curieuse silhouette se détache à merveille lorsqu'on traverse la Seine sur le pont de l'Alma », comme le note Le Figaro. « Cette construction rivalise, comme dimension, avec les édifices voisins élevés par des puissances de premier ordre », d'après Le Temps. Il reproduit, dans ses différentes parties, les styles d'architecture du pays, et plus particulièrement celui du Palais princier. La tour qui flanque le pavillon, du côté du quai, rappelle la grande tour d'angle, dite Sainte-Marie, du palais, avec sa ligne de créneaux caractéristiques. L'entrée principale du pavillon se fait par une porte qui est une reproduction, dans des dimensions réduites, de la porte monumentale, datant de 1832, qui donne accès dans la cour d'honneur du palais. De grosses colonnes engagées supportent un fronton décoré aux armoiries de Monaco (deux moines légendaires défendant l'écu des Grimaldi de leurs épées hautes). Le pavillon de la principauté offre au premier étage, et du dehors, la vue d'une galerie ouverte, traitée dans le goût de la Renaissance italienne, et que des peintres monégasques ont décorée de copies des fresques de la galerie d'Hercule du palais de Monaco.

### Intérieur
L'intérieur du pavillon de la principauté comporte deux étages. Au rez-de-chaussée, dans la partie centrale, disposée en jardin, sont installées des plantes provenant des jardins de Monte-Carlo. Sous la galerie couverte, la principauté expose les travaux de ses écoles, de ses monuments, les maquettes des fours d'incinération des déchets ou de la dérivation égoutière des eaux usées.
Le premier étage est réservé en entier aux collections formées par le prince Albert Ier au cours de ses nombreuses expéditions. Depuis 1885, en effet, sur l'Hirondelle, et, plus tard, à bord de la Princesse-Alice, le prince a organisé et exécuté une série de voyages dont l'objet principal était l'exploration des profondeurs sous-marines, recueillant ainsi, tant au point de vue de la flore que de la faune, des collections de poissons, gastéropodes, crustacés, astéries (anciennement, stellérides), spongiaires, ainsi que d'autres variétés, sujets encore inconnus et constituant alors des richesses zoologiques. Les galeries d'exposition du premier étage du pavillon communiquent avec une pièce, aménagée en salon de repos, où l'on peut voir des peintures reproduisant les principaux représentants floraux des jardins du pays. Par trois de ses côtés, ce petit salon donne sur un panorama avec le cours de la Seine.
Sont également exposés des travaux d'imprimerie de Monaco, des presses de laquelle sont sortis les derniers volumes des archives classées par Saige aussi bien que les fascicules des travaux scientifiques du prince. L'art de la construction est représenté par les envois divers d'architectes, les produits céramiques, les installations sanitaires, etc. Les citrons, huiles d'olive, mandarines, et surtout la parfumerie représentent l'industrie agricole.